# Joachim Joachimczyk
Joachim Joachimczyk (ur. 16 maja 1914 w Swornigaciach, zm. 4 maja 1981 w Gdańsku) – polski fotoreporter, żołnierz Armii Krajowej, uczestnik powstania warszawskiego.

## Życiorys
Po uzyskaniu w 1935 roku świadectwa dojrzałości w Państwowym Gimnazjum w Chojnicach zamieszkał w Gdyni. W 1939 walczył w kampanii wrześniowej w rejonie Gór Świętokrzyskich, jako podporucznik w 16. Dywizji Piechoty.
Podczas okupacji niemieckiej mieszkał w Warszawie. Posługiwał się wtedy pseudonimem „Joachim”. Był fotoreporterem Referatu Fotograficznego Biura Informacji i Propagandy (BIP) Armii Krajowej. W powstaniu warszawskim najczęściej fotografował w śródmieściu. Był jednym z najaktywniejszych fotoreporterów BIP. Po kapitulacji klisze i odbitki ukrył w piwnicy domu przy alei Róż, lecz po wyzwoleniu odnalazł tylko ich część. 
Po kapitulacji powstania wywieziony do Stalagu X B znajdującego się w miejscowości Sandbostel pod Hamburgiem. Zbiegł podczas transportu wiozącego go do kolejnego obozu. Podróżując przez całe Niemcy bez żadnych dokumentów, zdołał dzięki dobrej znajomości języka niemieckiego w listopadzie 1944 roku dostać się do Gdyni. Nawiązał kontakt z Tajnym Hufcem Harcerzy i wraz z nim zorganizował akcję B-1 oraz akcję B-2. W wyniku akcji B-1 sfotografowano okręty znajdujące się w porcie w Gdyni. Informacje przekazano Brytyjczykom, którzy w dniach 18–19 grudnia 1944 roku przeprowadzili nalot na port w Gdyni zatapiając wiele jednostek, między innymi niemiecki pancernik „Schleswig-Holstein”.
Po wojnie skończył studia ekonomiczne i pracował przez wiele lat jako dyrektor Zespołu Szkół Chemicznych w Gdyni-Cisowej.
Autorstwo zdjęć sygnowanych pseudonimem „Joachim” było zagadką przez wiele lat, dopóki nie zostało rozszyfrowane w 1979 roku przez prof. Władysława Jewsiewickiego.
Jego zdjęcia gościły na wystawie Powstanie warszawskie w obiektywie powstańczych fotoreporterów (w latach 2004–2005, w Warszawie i Paryżu), znalazły się także w wielu publikacjach dotyczących powstania warszawskiego.
Pochowany w nowej alei zasłużonych na cmentarzu w Gdyni-Witominie (kwatera 26-37-13).

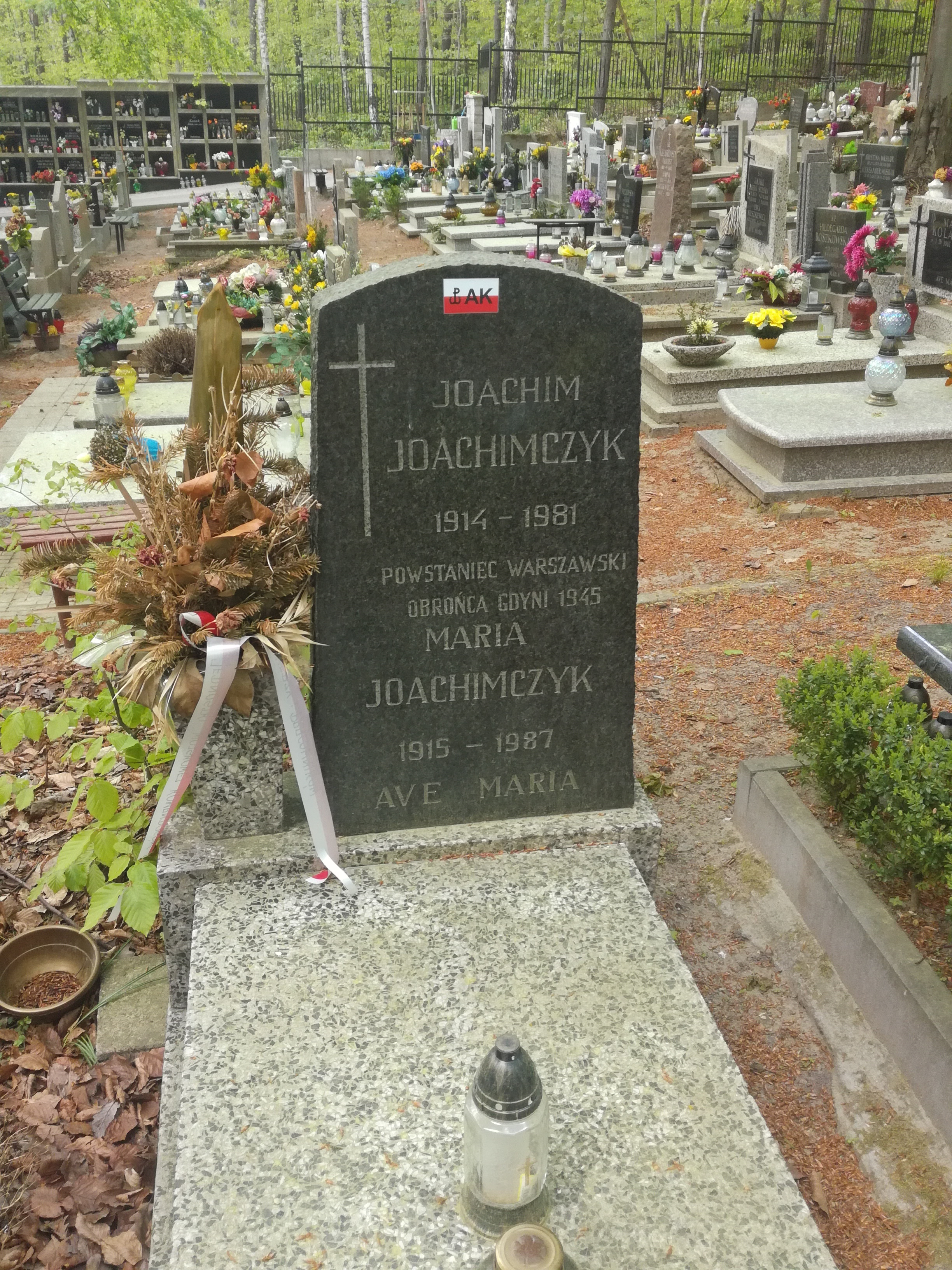
Grób Joachima Joachimczyka w nowej alei zasłużonych cmentarza Witomińskiego

## Galeria zdjęć Joachima Joachimczyka z powstania warszawskiego

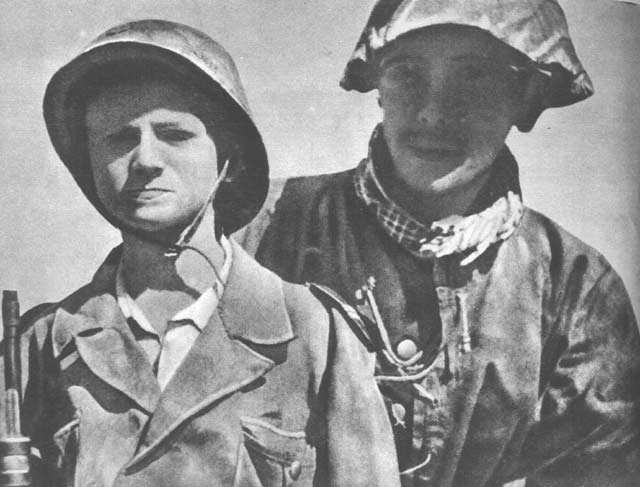
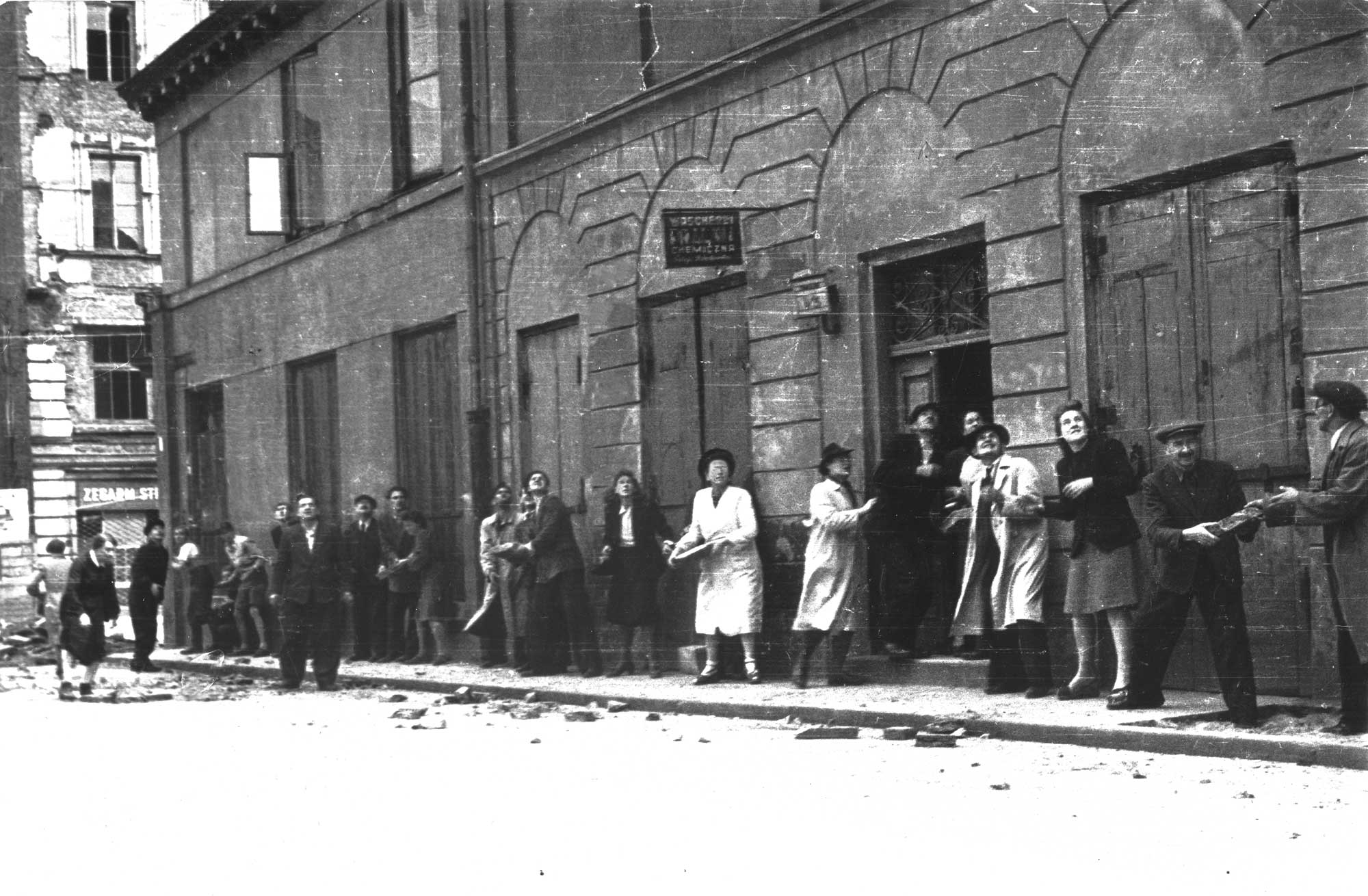
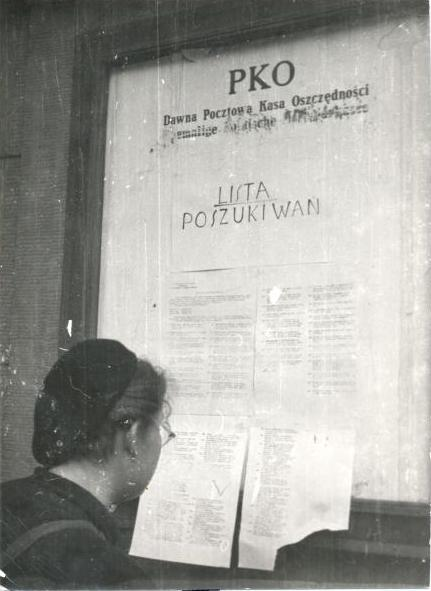
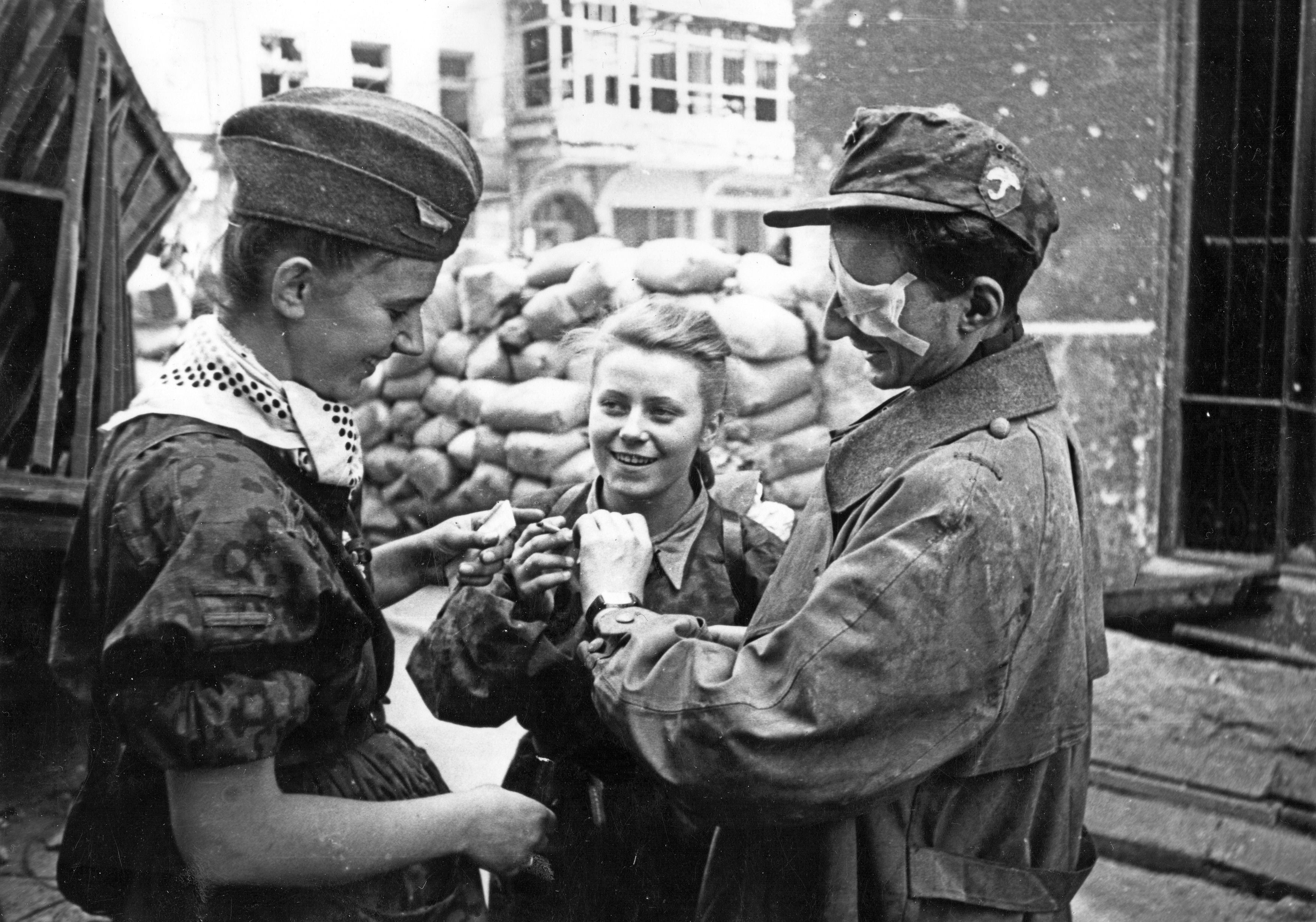
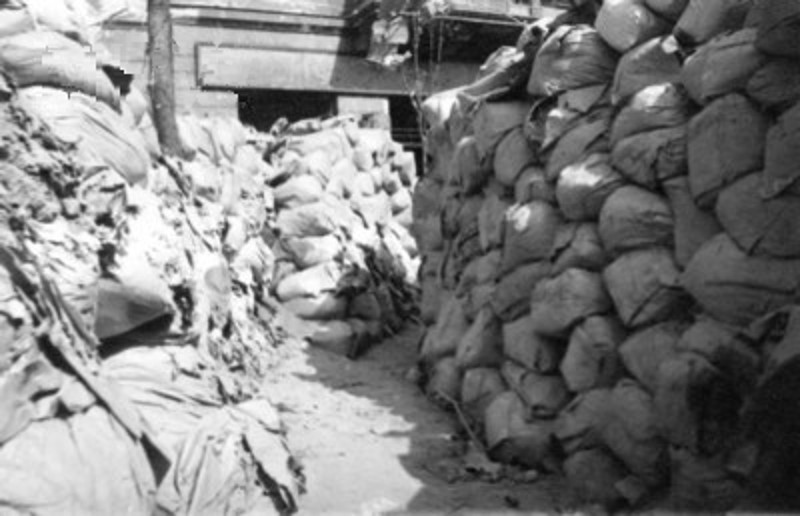
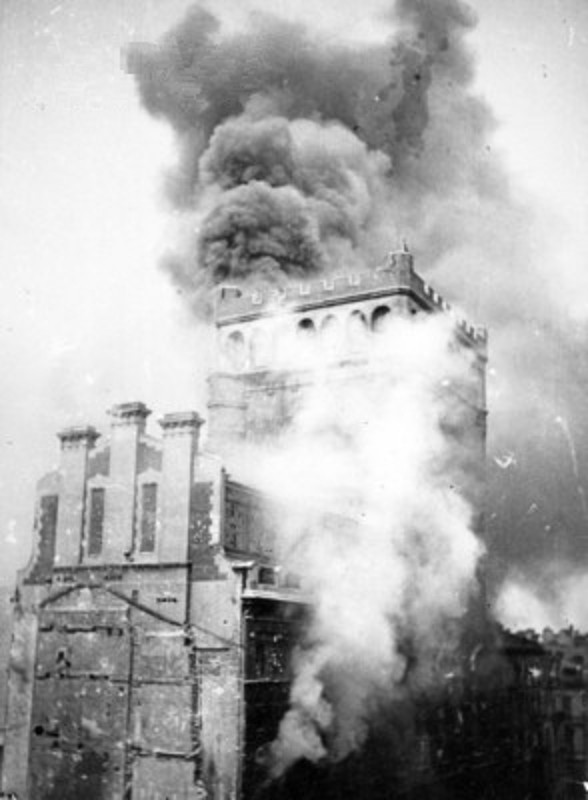
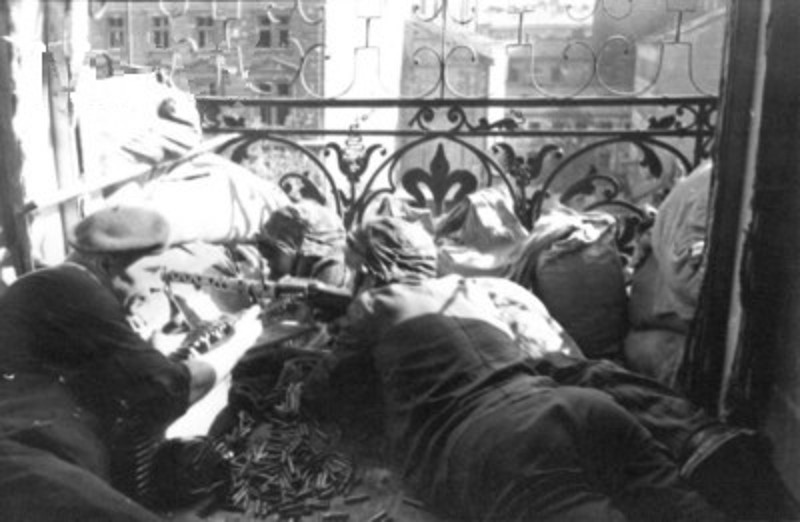
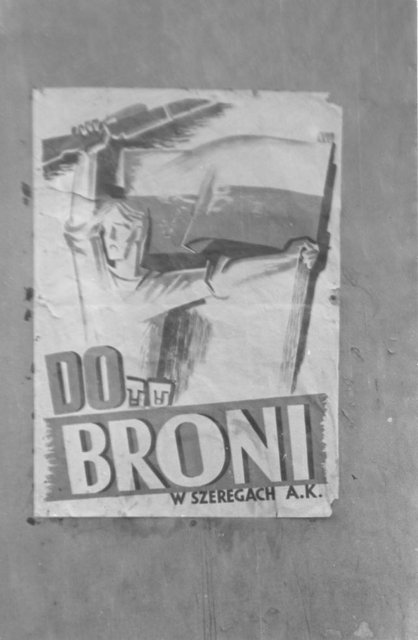
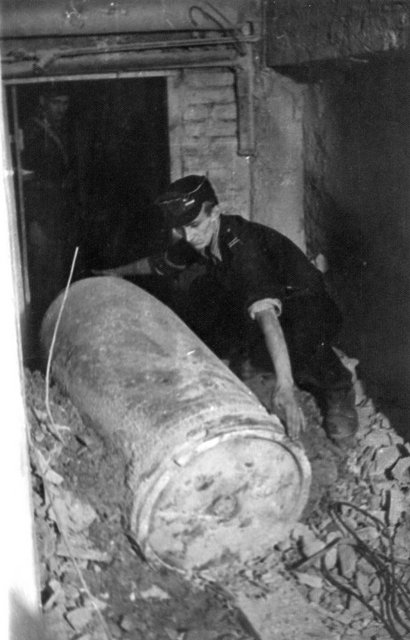
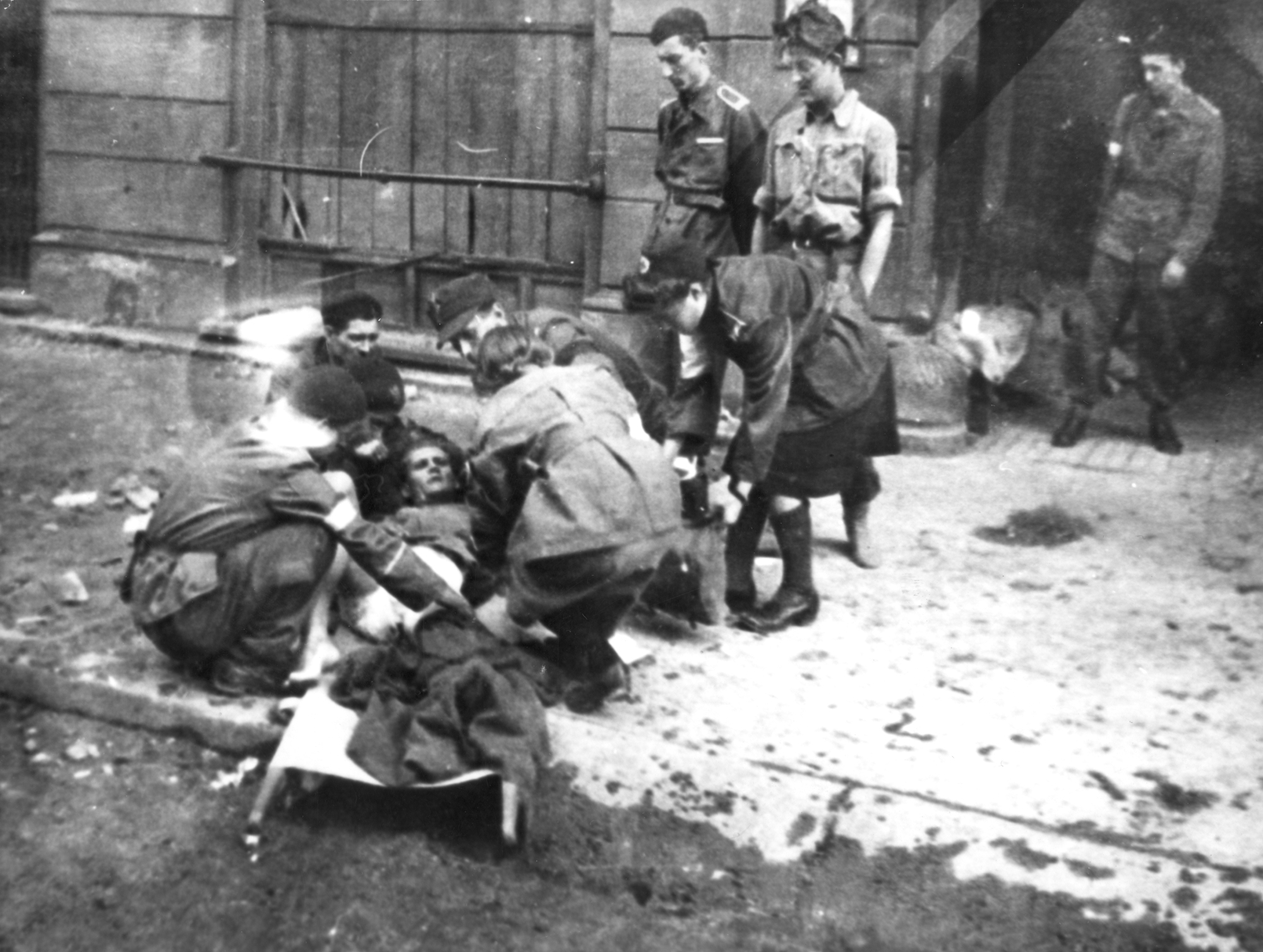
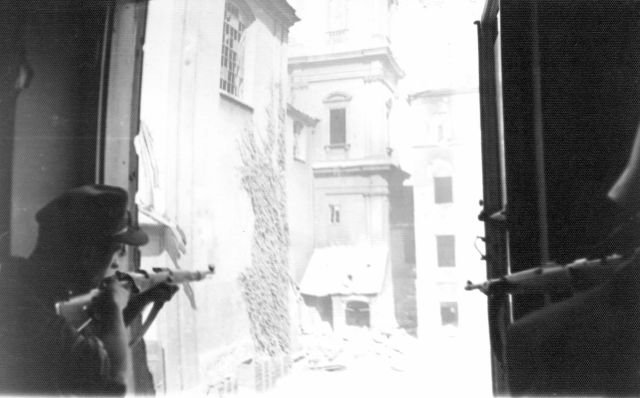
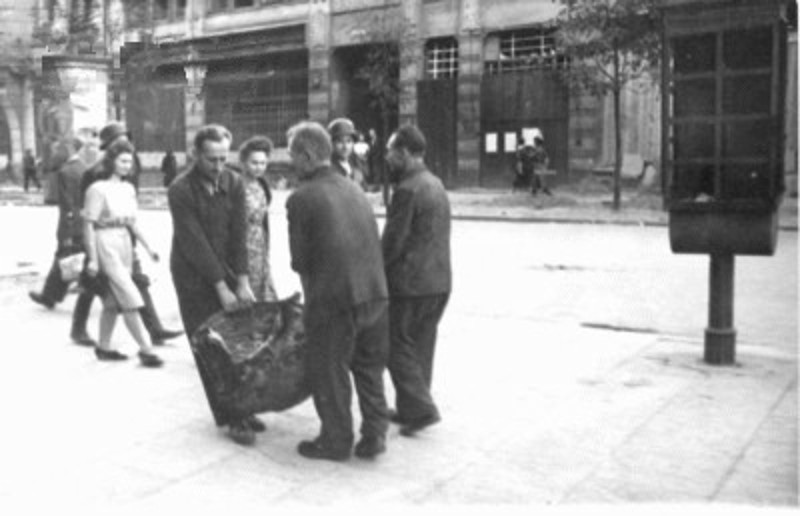
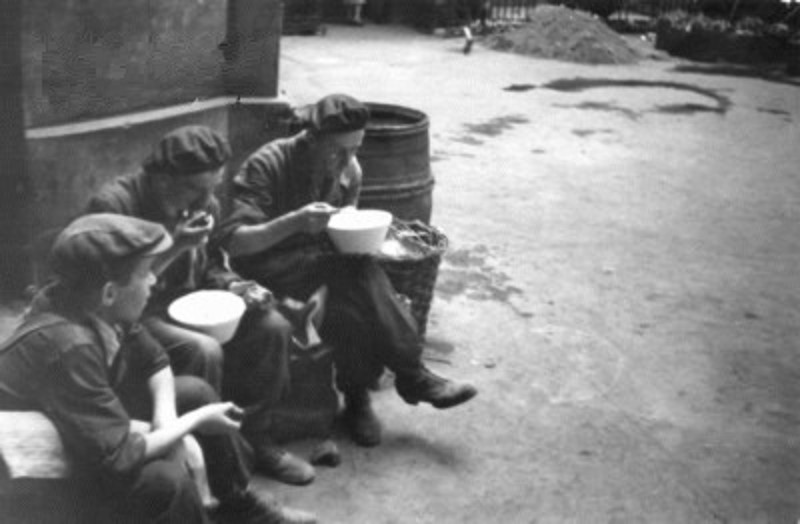
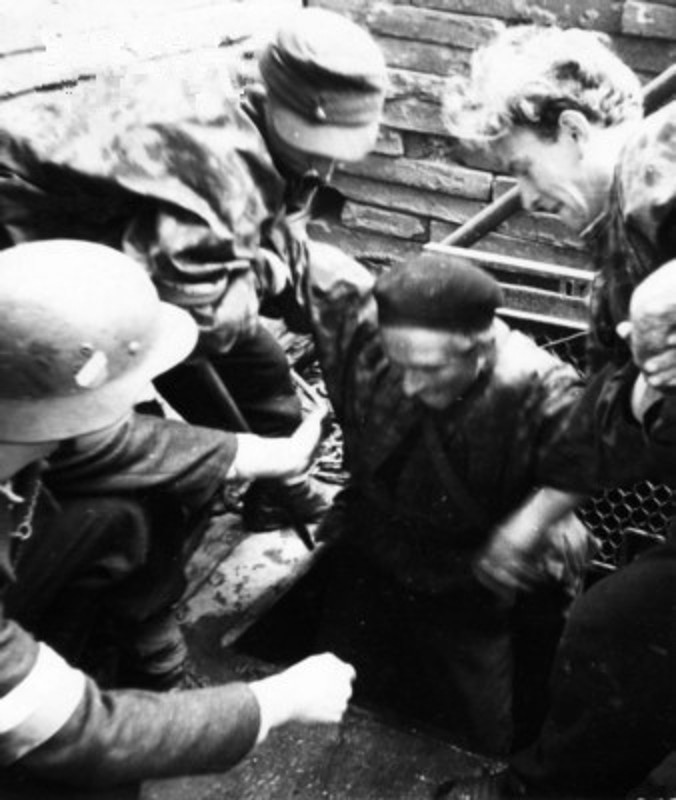
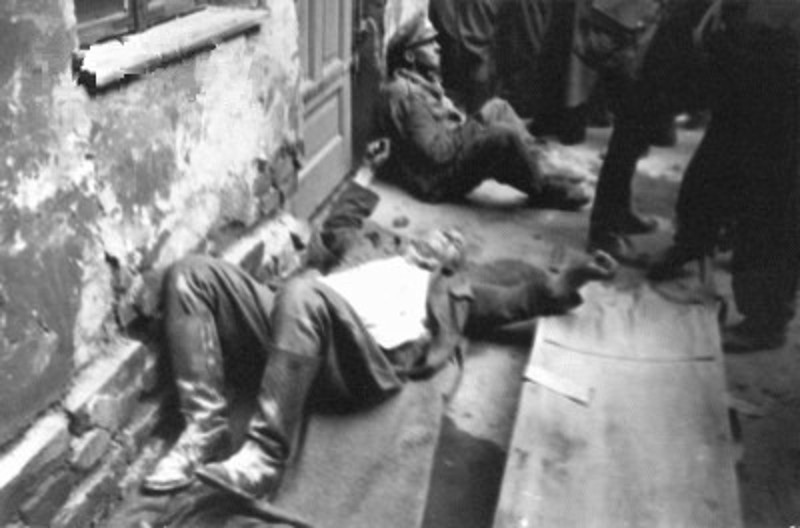
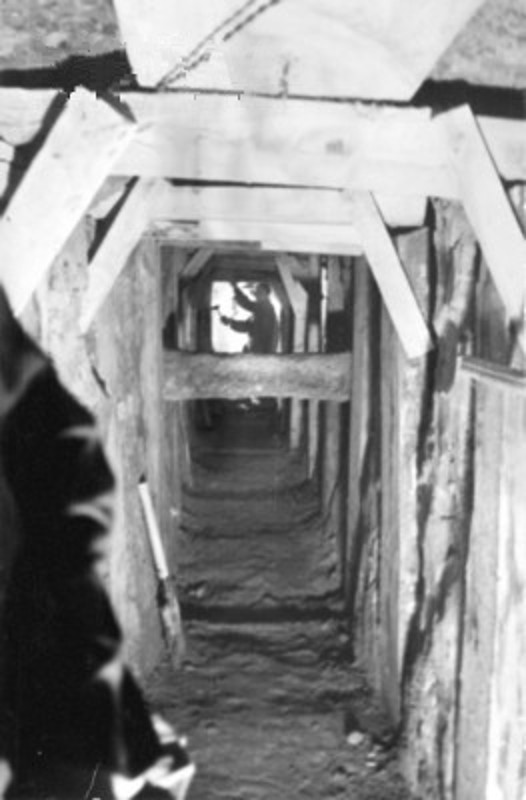